# Starshipper

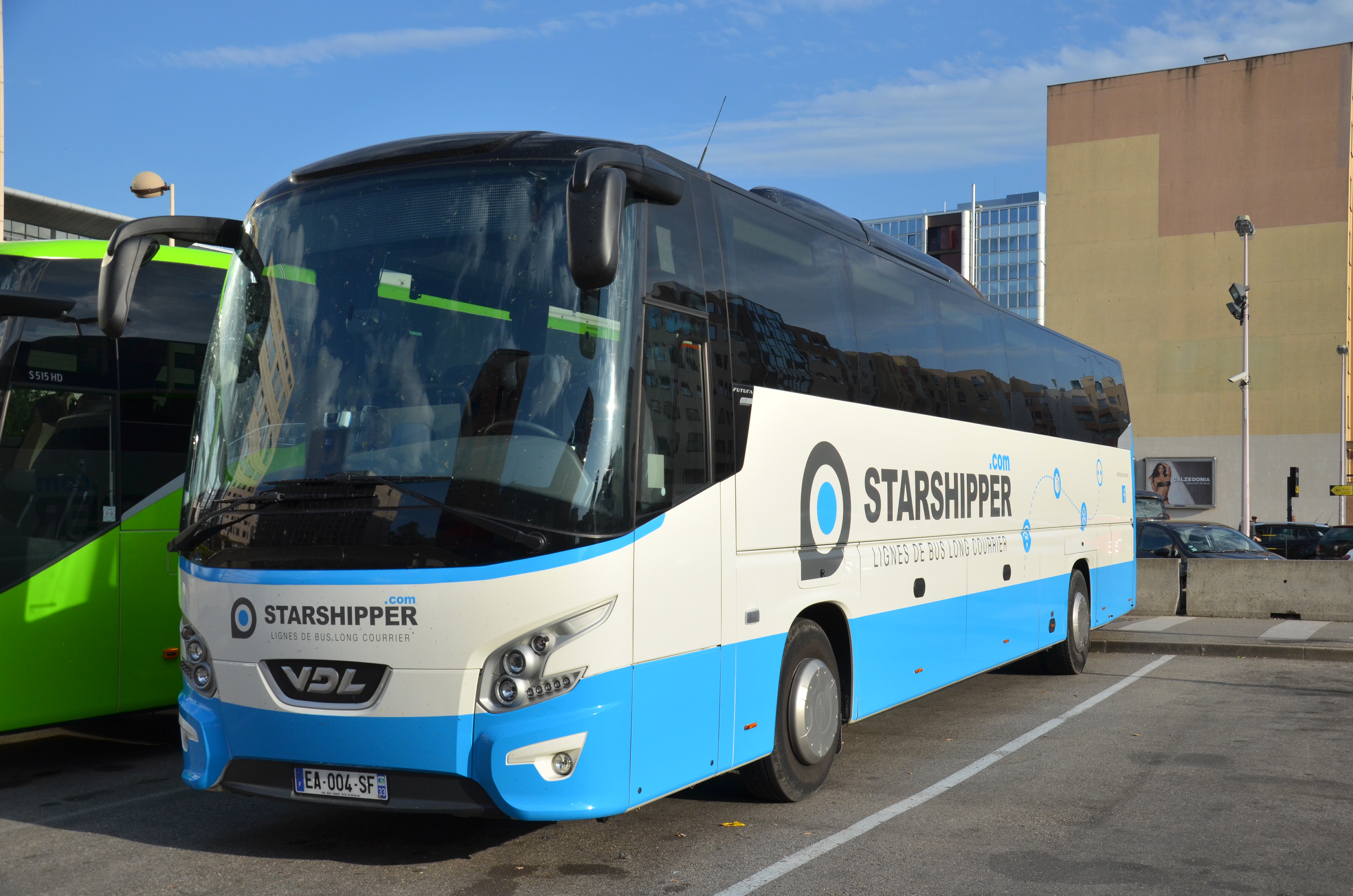
Un autocar de Starshipper, à Lyon.

Starshipper est un ancien réseau de lignes d'autocars longue distance en France. 

## Création
Le réseau est créé en 2012 par 32 petites et moyennes entreprises du groupe Réunir pour exploiter certaines lignes régulières d'autocar en France.

## Destinations
Après avoir lancé la liaison internationale Lyon-Turin le 6 juillet 2012, la société proposait huit lignes nationales en septembre 2015. Au 1er juillet 2016, Starshipper possédait 19 lignes et effectuait chaque jour 112 liaisons en France. Les lignes desservaient les grandes villes françaises comme Lyon, Paris, Bordeaux, Toulouse, Nantes ou encore Rennes.

## Starshipper disparaît au profit de Ouibus
Le 13 juin 2016, Starshipper annonce rejoindre Ouibus à travers un contrat de franchise de 10 ans. La flotte Ouibus passe ainsi de 150 à 200 autocars et ses effectifs de 450 à 600 conducteurs. Cette opération est conclue par la prise de 5 % du capital de Ouibus par Starshipper.
Le 5 juillet 2016, les lignes et autocars Starshipper deviennent Ouibus, et le site internet de Starshipper disparaît le 25 juillet.
Cependant en 2021 le réseau Starshipper lance un partenariat avec Flixbus, au détriment de Ouibus, devenu BlaBlaBus.

## Logos

Logo de la création de Starshipper jusqu'au 31 décembre 2015.
Logo du 1er janvier au 4 juillet 2016.
Logo jusqu'au 25 juillet 2016.